# Mark Burke
Mark Burke (ur. 12 lutego 1969) – angielski piłkarz występujący na pozycji pomocnika.

## Kariera piłkarska
Od 1987 do 2002 roku występował w Aston Villa, Middlesbrough, Darlington, Wolverhampton Wanderers, Luton Town, Port Vale, Fortuna Sittard, Omiya Ardija, Rapid Bukareszt, IF Brommapojkarna i Oss.